# 3881 Doumergua
3881 Doumergua eller 1925 VF är en asteroid i huvudbältet, som upptäcktes 15 november 1925 av den rysk franske astronomen Beniamin Zjechovskij i Alger. Den har fått sitt namn efter den franske presidenten Gaston Doumergue.
Asteroiden har en diameter på ungefär 12 kilometer och den tillhör asteroidgruppen Nysa.